# Turbonilla vivesi
Turbonilla vivesi är en snäckart som beskrevs av Herlein och Strong 1951. Turbonilla vivesi ingår i släktet Turbonilla och familjen Pyramidellidae. Inga underarter finns listade i Catalogue of Life.